# Donne a Marrakech
Donne a Marrakech è il quarto album di Antonietta Laterza, pubblicato dalla Fonit Cetra nel 1992.

## Tracce
1. Donne a Marrakech – 4:37
2. Senza barriere – 3:35
3. I bambini del mondo – 3:14
4. Campioni – 4:35
5. Oca oca – 3:06
6. Persone – 3:50
7. Splendidi perché – 4:13
8. Nini – 3:25
9. Roosevelt Goodbye – 3:25
10. I' te vurria vasà – 3:52

## Formazione
- Antonietta Laterza - voce
- Luca Testoni - chitarra, cori
- Marco Nanni - basso
- Giacomo Giannotti - tastiera, cori
- Stefano Bittelli - programmazione
- Claudio Golinelli - basso
- Lele Melotti - batteria
- Clara Moroni - cori